# دايركت إكس
مايكروسوفت دايركت إكس (بالإنجليزية: DirectX) هو واجهة برمجة تطبيقات ومكتبة برمجية للتعامل مع المهام المتعلقة بالوسائط المتعددة والرسوميات ثلاثية الأبعاد في التطبيقات التي تعمل على نظام تشغيل ويندوز على الحاسب الشخصي ومنصة إكس بوكس للألعاب.
اشتملت الإصدارات الأولى من دايركت إكس على عدة مكونات متخصصة مثل دايركت درو، دايركت ثري دي، دايركت ساوند، ودايركت بلاي. أزيلت بعض هذه المكونات في الإصدارات اللاحقة لدايركت إكس، كما تم استقدام مكونات جديدة.

## التسمية
ظهرت المكتبة لأول مرة على نظام ويندوز 95 حيث كانت تدعى جيم إس دي كيه (Game SDK)، ثم اتخذت اسم دايركت إكس في الإصدار الثاني تماشياً مع موضة إنهاء الأسماء بحرف إكس في تلك الأيام (مثل آكتيف إكس).
أما كلمة دايركت فقد أعطيت كدلالة على فلسفة المكتبة في منح المبرمج إمكانية الوصول المباشر لعتاد الجهاز والتعامل معه بسرعة فائقة، وهو ما لم يكن متاحاً في الإصدارات السابقة من ويندوز.

## الشعار
مُثـِّلَ شعار دايركت إكس في الإصدارات الأولى بشعار الخطر النووي. في نقطة شكلت مثاراً للجدل، كان الاسم الأصلي لمشروع دايركت إكس مشروع مانهاتن في إشارة لمشروع تطوير الأسلحة النووية الأمريكي. ادعى مبشر الألعاب أليكس سينت جون عند طرح مشروع دايركت إكس أن تطابق المعنى الخفي لاسم المشروع الداخلي مع مشروع مانهاتن (قصف اليابان بالنووي) مقصود، وأن مشروعي دايركت إكس وإكس بوكس (الذي يملك شعاراً مشابهاً هو الآخر) معنيان لإزالة السيطرة اليابانية على سوق صناعة الألعاب. إلا أن هذا التصريح رُفِض رسمياً من قبل مايكروسوفت، والتي ادعت أن الشعار مجرد تصميم فني.

الإصدار الأول حتى السادس
الإصدار السابع
الإصدار الثامن
الإصدار التاسع
الاصدار العاشر و ما بعده

## مكونات
تتألف مكتبة دايركت إكس من مجموعة من الوحدات التي تغطي مختلف الجوانب البرمجية للألعاب العصرية وتطبيقات الوسائط المتعددة:
- دايركت درو: لرسم الأشكال الشبحية مع دعم اللون المفتاحي والوصول المباشر لذاكرة العرض.
- دايركت ثري دي: لرسم المجسمات ثلاثية الأبعاد والمؤثرات البصرية المتقدمة وتشغيل المظللات.
- دايركت تو دي: لرسم الأشكال المسطحة كالصور والخطوط والمنحنيات والنصوص.
- دايركت رايت: للتعامل مع النصوص ورسمها بدقة عالية مع دعم كافة اللغات على نظام التشغيل.
- دايركت كومبيوت: برمجة حسابات عامة على معالج بطاقة العرض.
- دايركت ساوند: للعب الأصوات ودمجها وتطبيق المؤثرات الخاصة عليها وتسجيل الأصوات.
- دايركت ساوند ثري دي: لتوزيع الأصوات على الأنظمة الصوتية المحيطة (ثلاثية الأبعاد).
- دايركت أوديو: اسم مجمل لدايركت ساوند وكافة تقنيات الصوتيات في إطار عمل إكس إن إيه. ليست وحدة قائمة بحد ذاتها.
- دايركت ميوزيك: لبرمجة وتشغيل الموسيقى التفاعلية وفقاً لتقنية بنوك الأصوات والمماثلة أو موسيقى ميدي.
- دايركت بلاي: دعم الشبكات ببنى تحتية مختلفة (اتصال هاتفي، شبكة محلية، إنترنت) وتنظيم ساحات الالتقاء.
- دايركت إنبوت: دعم أجهزة التحكم المختلفة كعصا اللعب والمقود والفأرة ولوحة المفاتيح، مع إمكانية توليد الارتجاجات في جهاز التحكم إن احتوى على محركات ارتجاج.
- دايركت شو: لتشغيل المقاطع الفلمية والصوتية المضغوطة وإضفاء المؤثرات الخاصة عليها.
- دايركت إكس ميديا: اسم مجمل للمكونات دايركت شو ودايركت ميوزيك ودايركت إنيميشن. ظهر في الإصدار السادس من المكتبة.
- دايركت سيتاب: مجموعة صغيرة من الإجراءات للمبرمجين تساعدهم في تنصيب الإصدار المناسب من مكتبة دايركت إكس على أجهزة المستخدمين. تحتوي أيضاً على تعليمات إعداد ملف التشغيل التقائي في ويندوز Autorun.inf.
- دايركت أنيميشن: دعم الأشكال المتحركة والانتقالات في متصفح الإنترنت إنترنت إكسبلورر. هذا المكون لا يتم توزيعه مع مكتبة دايركت إكس، وإنما هو جزء داخلي من إنترنت إكسبلورر.

كما أن الواجهات البرمجية الجديدة ضمن إطار عمل إكس إن إيه يتم إدراجها مع مكتبة دايركت إكس حتى الآن (مثل إكس إنبوت وإكس أوديو).

## إصدارات
استمرت إصدارات دايركت إكس الرئيسية من الإصدار الأول وحتى الحادي عشر حالياً، مع ملاحظة وجود فجوة عند الإصدار الرابع، حيث أنه لم يصدر على الإطلاق، وإنما تم القفز من الإصدار الثالث إلى الخامس مباشرة.
تعتبر لعبة بيتفول اللعبة التجارية الأولى التي تستخدم دايركت إكس على ويندوز 95. بعد ذلك توسع استخدام دايركت إكس كثيراً في الإصدار الثالث بألعاب مثل ريد أليرت، واستمرت شعبية المكتبة بالانتشار مع الإصدارات اللاحقة لتصل لقمتها في الإصدار التاسع والذي احتوى على ثلاثة إصدارات فرعية. الإصدارات اللاحقة حصرية لنظامي تشغيل ويندوز فيستا وويندوز 7 لذلك لم تحظَ بعد بالانتشار الواسع في الألعاب التجارية مقارنة مع الإصدار التاسع.
صدرت مكتبة دايركت إكس أيضاً على نظام تشغيل ويندوز سي إي لجهاز سيجا دريمكاست بمواصفات تشابه تلك الخاصة بالإصدار السادس على الحاسب الشخصي. كما أن جهازي إكس بوكس وإكس بوكس 360 يعملان بنسخة معدلة من دايركت إكس الثامن والتاسع على الترتيب.
| الإصدار                      | الرقم الداخلي                | ملاحظات | تاريخ الصدور                                                                                |
| ---------------------------- | ---------------------------- | --- | ------------------------------------------------------------------------------------------- |
| 1.0                          | 4.02.0095                    | | 30 سبتمبر 1995                                                                              |
| 2.0                          |                              | طُرح مع بعض التطبيقات المستقلة فقط | أوائل 1996                                                                                  |
| 2.0a                         | 4.03.00.1096                 | مدمج مع ويندوز 95 أو إس آر 2، وويندوز إن تي 4.0 | 5 يونيو 1996                                                                                |
| 3.0                          | 4.04.00.0068                 | ألحق بتحديث ارتقى بالرقم الداخلي إلى 4.04.00.0069 | 15 سبتمبر 1996                                                                              |
| 3.0a                         | 4.04.00.0070                 | مدمج مع ويندوز إن تي 4.0 الحزمة الخدمية الثالثة وما فوق. هذا الإصدار هو الأخير في دعم ويندوز إن تي 4.0                                                                 | ديسمبر 1996                                                                                 |
| 3.0b                         | 4.04.00.0070                 | تحديث محدود جداً لإصلاح مشكلة جمالية في النسخة اليابانية من ويندوز 95                                                                                                   | ديسمبر 1996                                                                                 |
| 4.0                          |                              | لم يطرح |                                                                                             |
| 5.0                          | 4.05.00.0155 (مراجعة 55)     | متوفر كنسخة تجريبية لويندوز إن تي 5.0 ويمكن تنصيبه على ويندوز إن تي 4.0                                                                                                | 16 يوليو 1997                                                                               |
| 5.2                          | 4.05.01.1600 (مراجعة 00)     | لويندوز 95، أما ويندوز 98 فاختص بإصدار رقم 4.05.01.1998 (المراجعة 0) في 25 يونيو 1998                                                                                  | 5 مايو 1998                                                                                 |
| 6.0                          | 4.06.00.0318 (مراجعة 3)      | إصدار خاص لويندوز سي إي على منصة سيجا دريمكاست | 7 أغسطس 1998                                                                                |
| 6.1                          | 4.06.02.0436 (مراجعة 0)      | | 3 فبراير 1999                                                                               |
| 6.1a                         | 4.06.03.0518 (مراجعة 0)      | حصري لويندوز 98 إس إي | 5 مايو 1999                                                                                 |
| 7.0                          | 4.07.00.0700 (مراجعة 1)      | صدر لويندوز 2000 في 17 فبراير 2000 | 22 سبتمبر 1999                                                                              |
| 7.0a                         | 4.07.00.0716 (مراجعة 0)      | ألحق بإصدار برقم داخلي 4.07.00.0716 | 8 مارس 2000                                                                                 |
| 7.1                          | 4.07.01.3000 (مراجعة 1)      | حصري لويندوز ميلينيوم | 14 سبتمبر 2000                                                                              |
| 8.0                          | 4.08.00.0400 (مراجعة 10)     | | 12 نوفمبر 2000                                                                              |
| 8.0a                         | 4.08.00.0400 (مراجعة 14)     | آخر إصدار يعمل على ويندوز 95 | 5 فبراير 2001                                                                               |
| 8.1                          | 4.08.01.0810                 | لويندوز إكس بي وويندوز سيرفر 2003 وإكس بوكس حصرياً، أما الأنظمة الأسبق (ويندوز 98، ويندوز ميلينيوم، ويندوز 2000) فلها نسخة برقم داخلي 4.08.01.0881 بتاريخ 8 نوفمبر 2001 | 25 أوكتوبر 2001                                                                             |
| 8.1a                         | 4.08.01.0901 (مراجعة مجهولة) | يحوي تحديثاً لدايركت ثري دي (D3D8.dll) | 2002                                                                                        |
| 8.1b                         | 4.08.01.0901 (مراجعة 7)      | يحوي إصلاحاً لدايركت شو على ويندوز 2000 (Quartz.dll) | 25 يونيو 2002                                                                               |
| 8.2                          | 4.08.02.0134 (مراجعة 0)      | مطابق للإصدار السابق لكن مع دايركت بلاي 8.2 | 2002                                                                                        |
| 9.0                          | 4.09.00.0900 (مراجعة 4)      | | 19 ديسمبر 2002                                                                              |
| 9.0a                         | 4.09.00.0901 (مراجعة 6)      | | 26 مارس 2003                                                                                |
| 9.0b                         | 4.09.00.0902 (مراجعة 2)      | | 13 أغسطس 2003                                                                               |
| 9.0c                         | 4.09.00.0903                 | حصري لويندوز إكس بي الحزمة الخدمية الثانية، ثم ألحق بعد يومين بإصدار رقم داخلي 4.09.00.0904 لنفس النظام إضافة إلى ويندوز سيرفر 2003 وإكس بوكس 360                      | 4 أغسطس 2004                                                                                |
| 9.0c (الإصدارات ثنائي-شهرية) | 4.09.00.0904 (مراجعة 0)      | إصدار التاسع من فبراير 2005 هو الأول في دعم نظم تشغيل 64-بت. إصدار الثالث عشر من ديسمبر 2006 هو آخر من يعمل على ويندوز 98 وويندوز ميلينيوم.                            | إصدارات ثنائي-شهرية من أوكتوبر 2004 حتى أغسطس 2007، تلتها إصدارات ربع-سنوية حتى نوفمبر 2008 |
| 10                           | 6.00.6000.16386              | حصري لويندوز فيستا | 30 نوفمبر 2006                                                                              |
| 10.1                         | 6.00.6001.18000              | مدمج مع ويندوز فيستا الحزمة الخدمية الأولى وويندوز سيرفر 2008. ألحق بإصدار رقم داخلي 6.00.6002.18005 في 28 أبريل 2009                                                  | 4 فبراير 2008                                                                               |
| 11                           | 6.01.7600.16385              | ويندوز 7 وويندوز سيرفر 2008 آر 2. | 22 أكتوبر 2009                                                                              |
| 11                           | 6.00.6002.18107              | ويندوز فيستا وويندوز سيرفر 2008 بحزمة الخدمة 2 عن طريق التحديث رقم 971512                                                                                              | 27 أكتوبر 2009                                                                              |
| 11                           | 6.01.7601.17514              | ويندوز 7 وويندوز سيرفر 2008 ار 2 بحزمة الخدمة 1 | 16 فبراير 2011                                                                              |
| 11.1                         | 6.02.9200.16384              | ويندوز 7 بحزمة الخدمة 1 عن طريق التحديث 2670838 , ويندوز 8، ويندوز ار تي 8, ويندوز فون 8, ويندوز سيرفر 2012، إكس بوكس ون                                               | 1 اغسطس 2012                                                                                |
| 11.2                         | 6.03.9600.16384              | ويندوز 8.1، ويندوز ار تي 8.1, ويندوز فون 8.1, إكس بوكس ون، ويندوز سيرفر 2012 ار 2                                                                                      | 18 أكتوبر 2013                                                                              |
| 12                           | 10.00.10240.16384            | ويندوز 10، إكس بوكس ون, | متوقع في 29 يوليو 2015                                                                      |

### غياب الإصدار الرابع
كما أوضح ريموند تشين مفسراً في كتابه الشيء الجديد القديم The Old New Thing، بدأت مايكروسوفت بتطوير دايركت إكس الرابع والخامس بنفس الوقت، مع إعطاء الإصدار الخامس دورة تطوير بمدة زمنية أطول ومواصفات أشمل منها في الإصدار الرابع. إلا أن هذا الوضع لم يلقَ رواجاً في جمهور المبرمجين، مما تسبب بالتراجع عن طرح الإصدار الرابع في وقت متأخر مَنَعَ من تعديل وثائق الإصدار الخامس لإعادة تسميتها بالإصدار الرابع.

## تفاصيل تقنية
تنقسم مكتبة دايركت إكس إلى قسمين. مكتبات زمن التشغيل، وهي ملفات تشغيل مغلقة المصدر يتم تنصيبها في مجلد نظام التشغيل على جهاز المستخدم النهائي. والقسم الثاني هو عدة التطوير البرمجية التي تحوي ملفات الترويسة ومكتبات الربط اللازمة لبناء البرامج بدايركت إكس بلغة سي أو سي بلس بلس، إضافة إلى ملفات الوثائق البرمجية التي تشرح تفاصيل وكيفية التعامل مع دايركت إكس بالأسلوب الأمثل. كل من مكتبات التشغيل وعدة التطوير متاحة مجاناً للمستخدمين والمطورين على حد سواء.
تعتمد مكتبة دايركت إكس على تقنية كوم COM وهي تقنية برمجية من تطوير مايكروسوفت تتيح للمكتبات تقديم إصدارات جديدة من نفسها دون التأثير على الإصدارات السابقة، مما يتيح لكافة الألعاب المطورة بأي إصدار من دايركت إكس للعمل على نظام تشغيل يحوي الإصدار الأخير من ملفات تشغيل دايركت إكس.
تقنية كوم تفرض نظام البرمجة كائنية التوجه على مستخدميها، لذلك فإن واجهة برمجة دايركت إكس الرئيسية مكتوبة بلغة سي بلس بلس، كما أنها تقدم إجراءات إضافية للتعامل مع المكتبة من خلال لغة سي البحتة. يمكن برمجة دايركت إكس من لغات برمجة أخرى عن طريق بناء طبقة إضافية تتخاطب مع المكتبة من خلال سي بلس بلس (مثلاً دعم دايركت إكس في لغات دوت نت باستخدام سي بلس بلس/سي إل آي). كما أن لغة فيجوال بيسك دُعمت رسمياً في الإصدار السابع والثامن من عدة تطوير دايركت إكس.